# ماركوس فنيكس
ماركوس فنيكس هو شخصية خيالية وبطل الرواية الرئيسي في سلسلة جيرز أوف وور. وهو شخصية ذات شعبية وتم وضعه في المرتبة 19 ضمن قائمة أفضل شخصيات ألعاب الفيديو على الإطلاق في التصويت الذي قام به قراء موسوعة غينيس للأرقام القياسية النسخة الخاصة بألعاب الفيديو في 2011. اعتبرته صحيفة ذا أيج الأسترالية ثالث أفضل شخصية لجهاز إكس بوكس.